# Klein Kuitaart

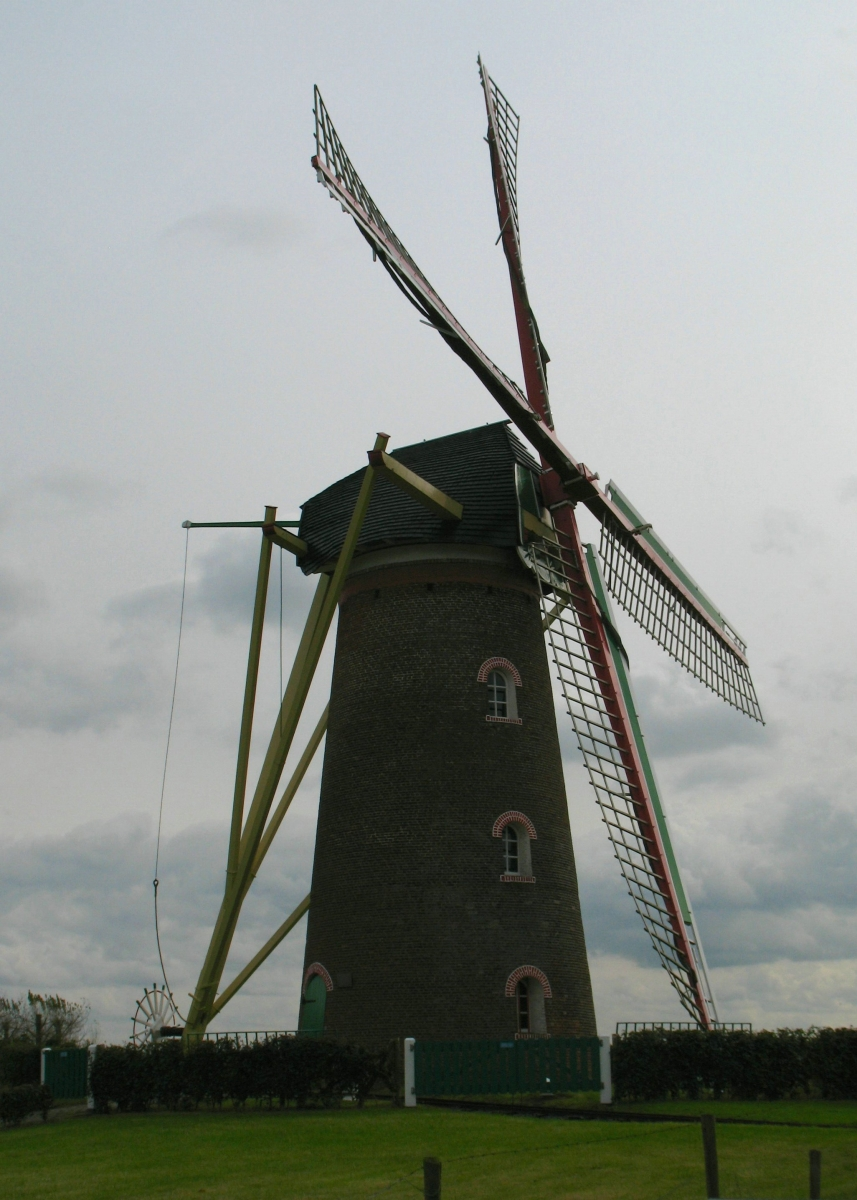
Molen Vogelzicht

Klein Kuitaart is een voormalige buurtschap in de gemeente Hulst en thans een deel van Kuitaart. De buurtschap lag ten westen van Lamswaarde en ten zuiden Kuitaart. Klein Kuitaart is naar deze plaats vernoemd. Klein Kuitaart bestond uit drie wegen: de Hulsterweg (N689), de Frederik Hendrikstraat en de Meerdijk. De grens tussen Kuitaart en Klein Kuitaart was een waterweg die de kreken De Kleine Vogel en De Grote Vogel met elkaar verbindt. Ten westen van de voormalige buurtschap ligt de buitenplaats Lettenburg. De bebouwing van de buurtschap bestaat nog steeds. De volkstelling van 1899 was echter de laatste officiële melding van de buurtschap. De laatste kaart, die de buurtschap nog laat zien, stamt uit 1910. De plek van het voormalige Klein Kuitaart bevinden zich nu een vijftigtal huizen en de molen Vogelzicht, waarvan de naam verwijst naar de eerder genoemde kreken. De postcode van Klein Kuitaart is 4584, de postcode van Kuitaart.

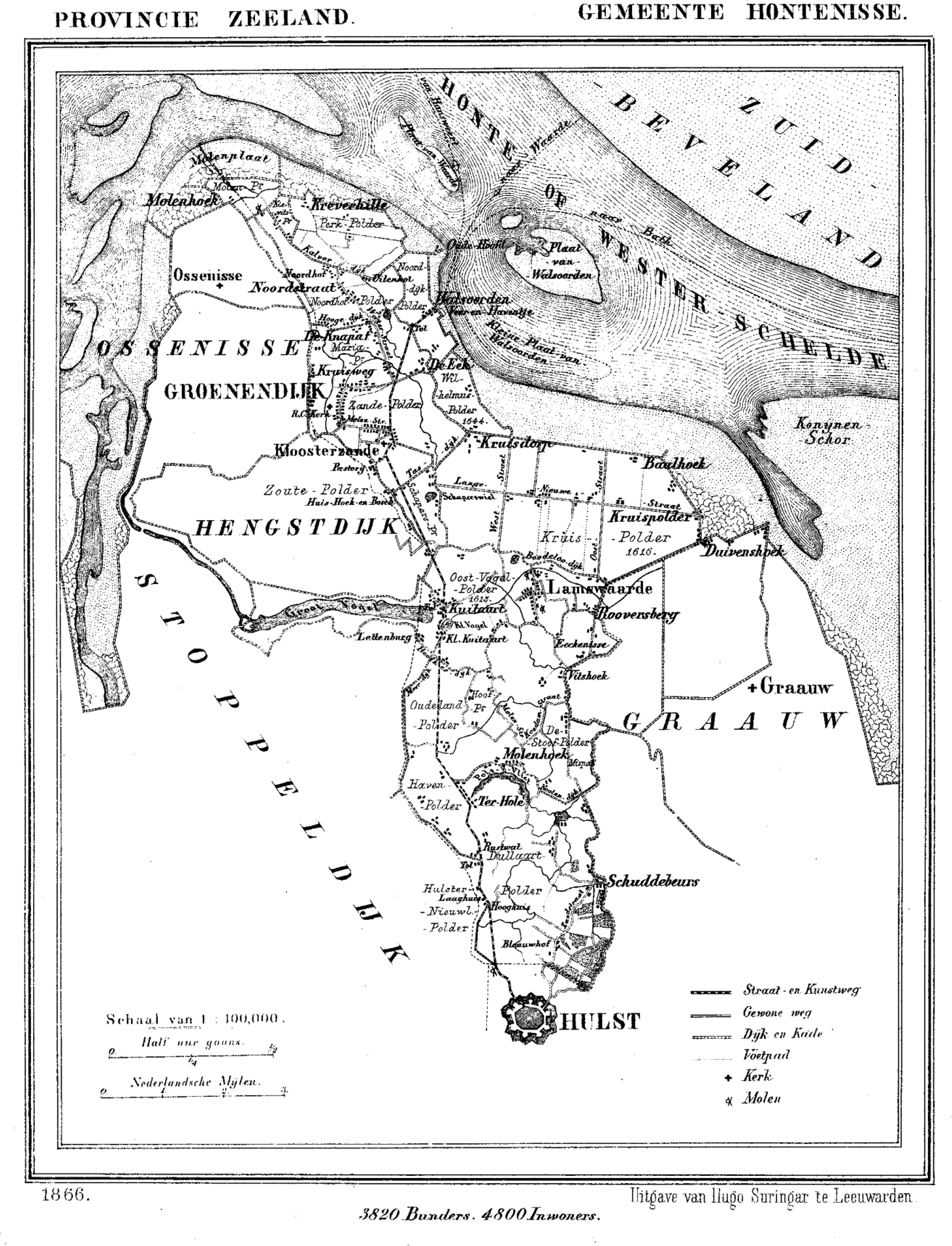
Kaart van de gemeente Hontenisse uit 1866 met daarop Klein Kuitaart aangegeven.

Stad: Hulst

Dorpen: Clinge · Graauw · Heikant · Hengstdijk · Kapellebrug · Kloosterzande · Kuitaart · Lamswaarde · Nieuw-Namen · Ossenisse · Sint Jansteen · Terhole · Vogelwaarde · Walsoorden

Buurtschappen: Absdale · Baalhoek · Boschkapelle · Catalijnenweg · Delft · Drie Hoefijzers · Duivenhoek · De Eek · Emmadorp · Fluitershoek · Groenendijk · Halfeind · Hoefkesdijk · Hoek en Bosch · 't Hoekje · 't Jagertje · Kalverdijk · Kampen · Kamperhoek · Keizerrijk · De Knapaf/Droogedijk · Knuitershoek · Koelewei · Koningsdijk · De Kraai · Krabbenhoek · Kreverhille · Kruisdorp · Kruispolderhaven · Kruisweg · Het Lammetje · Luntershoek · Margret · Margretschedijk · Molenhoek · Molenhoek · Muggenhoek (deels) · Noordstraat · Het Oliekot · Oostdijk · Ossenhoek · Oude Kaai · Oudemolen · Oude Stoof · Paal · Patrijzendijk · Patrijzenhoek · Pauluspolder · Perkpolder · Prosperdorp · De Rape · Roskam · Roverberg · Ruischendegat · Rustwat · Saswijk · Schapershoek · Scheldevaartshoek · Schuddebeurs · Sluis/Drie Gezusters · Statenboom · Stoppeldijk (Rapenburg) · Stoppeldijkveer (deels) · Strooienstad · Tasdijk · Tivoli · Tragel · Verkorting · Vijfhoek · Vogelfort · Walenhoek · Zandberg · Zeedorp · Zeegat

Historische plaatsen: Boerenmagazijn · Eekenissepolder · Klein Kuitaart · Vitshoek

Zeeland: Steden en dorpen in Zeeland      Nederland: Provincies · Gemeenten